# Vescovana

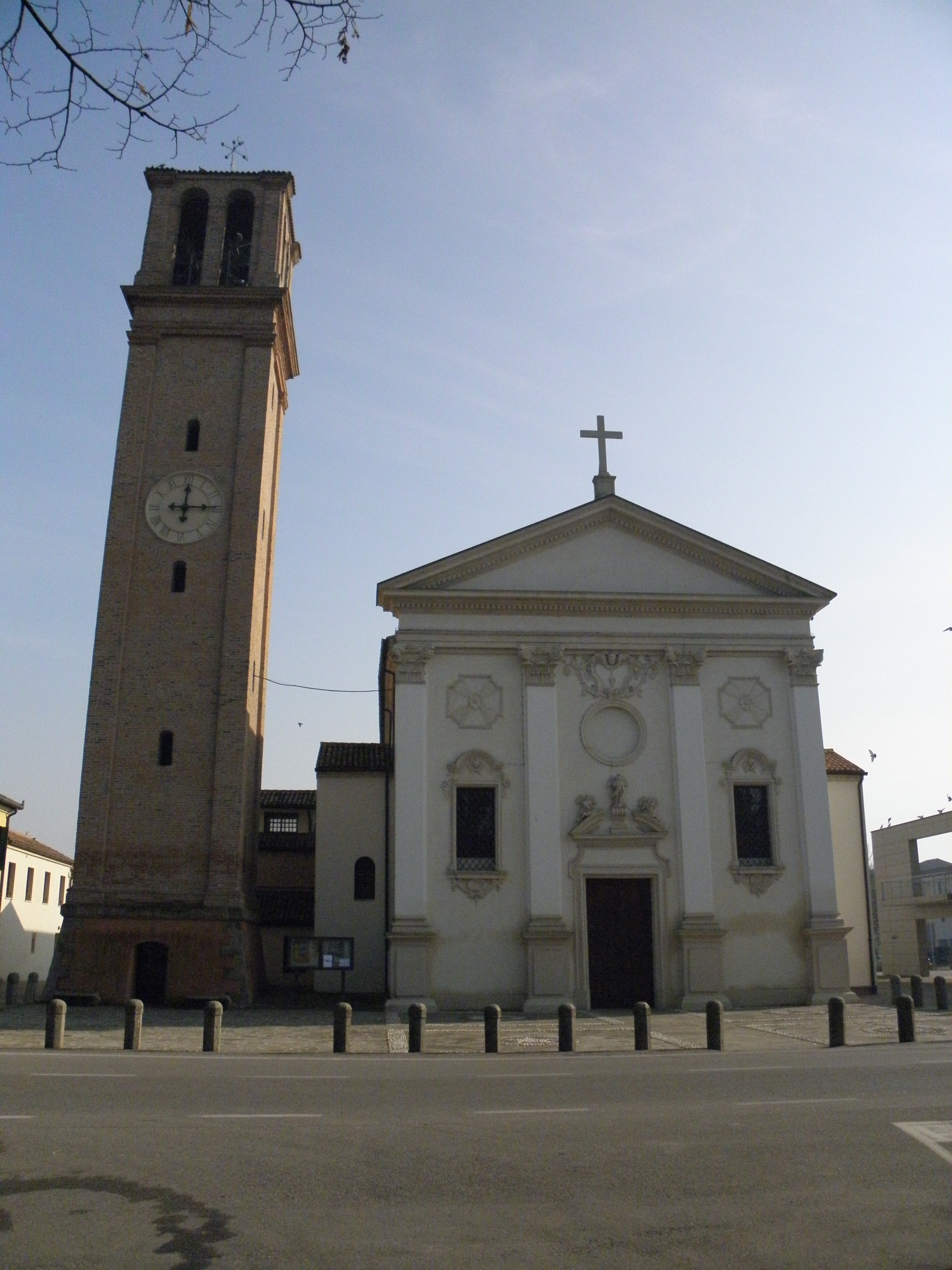
Johanneskirche in Vescovana

Vescovana ist eine nordostitalienische Gemeinde (comune) mit 1683 Einwohnern (Stand 31. Dezember 2023) in der Provinz Padua in Venetien. Die Gemeinde liegt etwa 32,5 Kilometer südsüdwestlich von Padua und etwa 9,5 Kilometer nordwestlich von Rovigo und grenzt unmittelbar an die Provinz Rovigo.
Die Etsch bildet die südliche Gemeindegrenze.

## Töchter und Söhne der Gemeinde
- Mario Lusiani (1903–1964), Radrennfahrer und Olympiasieger
- Giacomo Bazzan (1950–2019), Radrennfahrer

## Verkehr
Durch die Gemeinde führt (ohne Anschluss) die Autostrada A13 von Padua nach Bologna.